# Hunting High and Low (nummer)
Hunting High and Low is een nummer van de Noorse band a-ha. Het is de vijfde en laatste single van hun debuutalbum uit 1985, dat dezelfde naam draagt. Het nummer werd op 2 juni 1986 op single uitgebracht in Europa. Australië en Nieuw-Zeeland volgden op 30 juni. 

## Achtergrond
De plaat werd een hit in Europa en Oceanië. In a-ha's thuisland Noorwegen werd het een nummer 1-hit. In het Verenigd Koninkrijk werd de 5e positie van de UK Singles Chart bereikt, in Nieuw-Zeeland de 25e positie en in Australië de 33e positie in de hitlijst.
In Nederland werd de plaat veel gedraaid op Radio 3 en werd zodoende een radiohit in de destijds twee hitlijsten op de nationale publieke popzender. De plaat bereikte de 15e positie in de Nederlandse Top 40 en piekte op een 9e positie in de Nationale Hitparade. In de Europese hitlijst op Radio 3, de TROS Europarade, bereikte de plaat de 19e positie. 
In België bereikte de plaat de 16e positie in de Vlaamse Radio 2 Top 30 en de 20e positie in de voorloper van de Vlaamse Ultratop 50.
De Britse band Coldplay, die bekend staat als bewonderaars van a-ha, hebben het nummer meerdere keren gecoverd tijdens hun live concerten.

## NPO Radio 2 Top 2000
| Nummer met noteringen in de NPO Radio 2 Top 2000 | '00 | '01-'04 | '05 | '06 | '07 | '08 | '09 | '10 | '11 | '12 | '13  | '14 | '15 | '16 | '17 | '18  | '19  | '20  | '21  | '22  | '23 | '24  |
| ------------------------------------------------ | --- | ------- | --- | --- | --- | --- | --- | --- | --- | --- | ---- | --- | --- | --- | --- | ---- | ---- | ---- | ---- | ---- | --- | ---- |
| Hunting High and Low                             | 364 | -       | 592 | 818 | 605 | 962 | 844 | 720 | 917 | 950 | 1037 | 942 | 865 | 821 | 870 | 1826 | 1858 | 1963 | 1945 | 1924 | -   | 1804 |

1. ↑  Een '-' betekent dat het nummer niet was genoteerd en een vetgedrukt getal geeft de hoogste notering aan.
2. ↑  2000 was het eerste jaar met een notering voor dit nummer.